# Sylvesters sista resa
Sylvesters sista resa är Anders Widmarks debutalbum, där han bland annat arrangerar Jussi Björlings paradnummer "Till havs". Detta är Rebecka Törnqvists skivdebut.

## Låtlista
1. La Folia (trad)
2. Till havs (Gustaf Nordqvist/Jonatan Reuter)
3. Vi ska ställa till en roliger dans (trad)
4. Hemma hos Erroll (Erroll Garner)
5. Jon Andreas visa (Bobbie Gentry/Olle Adolphson)
6. Trettondagsmarschen (Hjort Anders Olsson)
7. Sylvesters sista resa (Alan Gorrie)
8. Blues for Carmen (Georges Bizet)
9. 11.30 (Anders Widmark/Pål Svenre)
10. En månskensnatt på Slottsbacken (Gunnar Wennerberg)

## Medverkande
- Anders Widmark – piano
- Rebecka Törnqvist – sång
- Jan Adefelt – bas
- Egil Johansen – trummor